# Kalbådabrotten
Kalbådabrotten är klippor i Finland.   De ligger i kommunen Hangö i landskapet Nyland, i den södra delen av landet, 120 km väster om huvudstaden Helsingfors.
Terrängen runt Kalbådabrotten är mycket platt.  Närmaste större samhälle är Hangö, 8,9 km nordost om Kalbådabrotten. 